# Relaciones internacionales de Turquía
Las Relaciones internacionales de la República de Turquía son las políticas del gobierno turco en sus relaciones externas con la comunidad internacional. Históricamente, basado en el modelo occidental inspirado por las reformas de Mustafa Kemal Atatürk, estas políticas han puesto gran énfasis en la relación de Turquía con el mundo occidental, especialmente en relación con los Estados Unidos, la Organización del Tratado del Atlántico Norte y la Unión Europea. En el período de post-Guerra Fría se ha visto una diversificación de las relaciones con Turquía, que busca fortalecer su presencia regional en los Balcanes, el Medio Oriente y Cáucaso, así como su objetivo histórico de la adhesión a la UE. Bajo el gobierno del Partido AK, la influencia de Turquía se ha convertido en el Oriente Medio basada en la doctrina de profundidad estratégica, también llamada Neootomanismo.

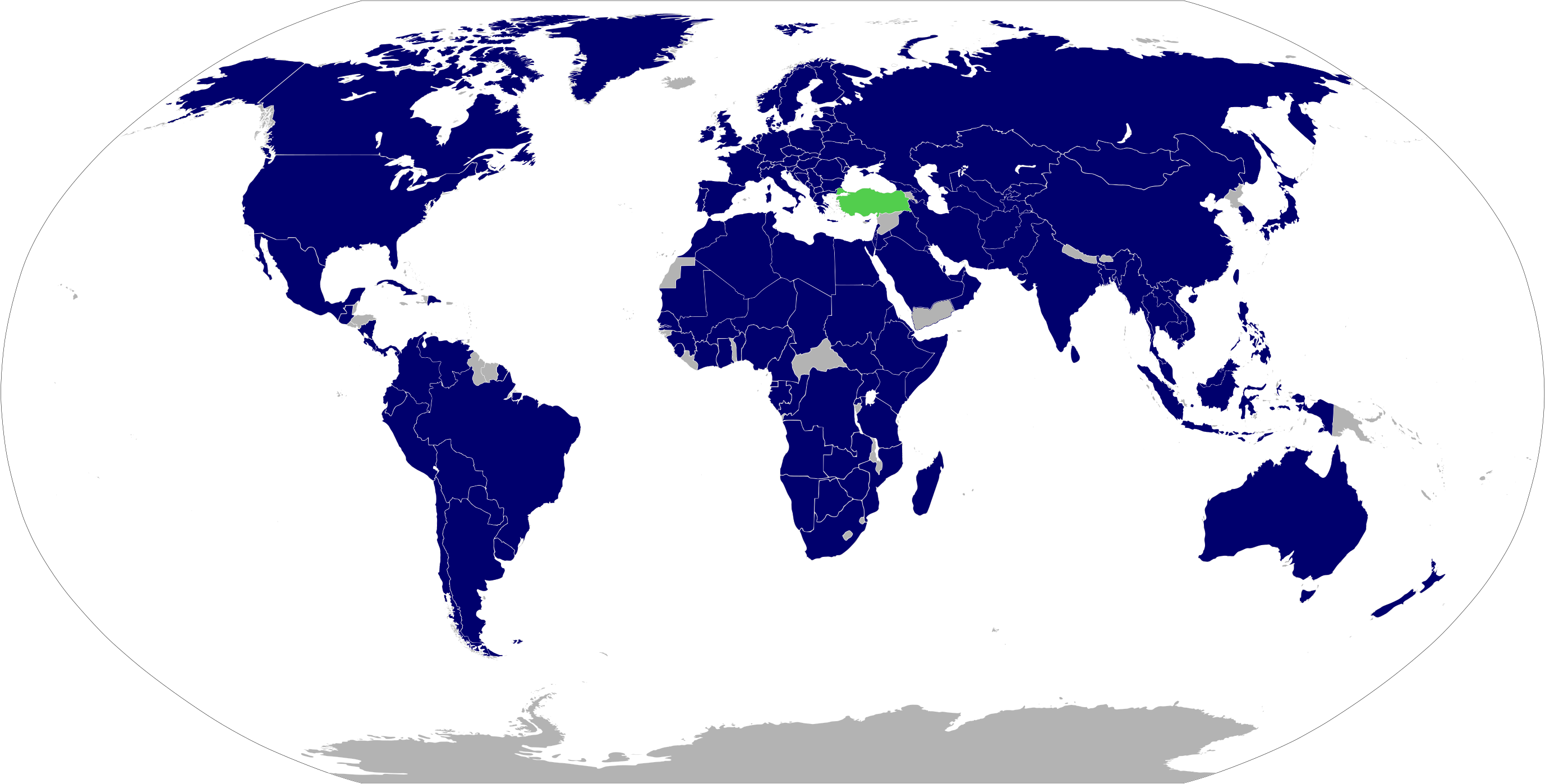
Países en los que Turquía mantiene su propia embajada

## Europa

### Unión Europea
La solicitud de Turquía para unirse a la Comunidad Económica Europea (actual Unión Europea) como miembro asociado en 1959, pronto dio lugar al estatus de miembro asociado en 1963, la adhesión Acceso de Turquía a la Unión Europea con miembro de pleno derecho de ser reconocido como el objetivo final. Sin embargo, los problemas en la política exterior como la Disputa del territorio de Chipre y la turbulencia política interna de la década de 1970 hasta la década de 1980 obligó a Turquía a retrasar la aplicación de miembro de pleno derecho de la Comunidad Europea hasta 1987. La solicitud fue rechazada, a pesar de que la CE dijo que la adhesión de Turquía podría ocurrir en algún momento en el futuro.
La Unión aduanera entre Turquía y la Unión Europea entró en vigor el 1 de enero de 1996, permitiendo que las mercancías circulen entre Turquía y la Los Estados miembros de la UE sin Restricciones aduaneras, aunque fundamentalmente se abstuvo de levantar las restricciones en áreas como la agricultura.
La Unión Europea confirmó el estatus de Turquía como candidato a la adhesión en el Consejo Europeo en la Cumbre de 1999 en Helsinki. Las conversaciones de adhesión no siguieron inmediatamente, sin embargo, la UE dijo que Turquía tenía que hacer importantes reformas, sobre todo en el campo de los derechos humanos, antes de que las conversaciones pudieran avanzar.
Desde la llegada al poder de Recep Tayyip Erdoğan en 2003, el gobierno de Turquía ha identificado la adhesión a la UE como su máxima prioridad, y ha implementado numerosos programas de reforma a través de la Parlamento dirigido a la armonización gradual de Turquía con las normas de la UE. Desde octubre de 2005, Turquía ha iniciado formalmente las negociaciones de adhesión con la UE y esto se basa en el Acervo comunitario

### Chipre
La República de Chipre fue establecida por el 1959-1960 Acuerdos entre Grecia, Turquía y el Reino Unido como un estado de asociación entre los chipriotas, griegos y turcos. En 1963 estalló la violencia en la isla tras los intentos de modificación de las garantías constitucionales para los turcochipriotas, lo que lleva a una separación de las dos comunidades. Una paz de las Naciones Unidas de mantenimiento de la Fuerza (UNFICYP) fue enviado a la isla en marzo de 1964.
El 15 de julio de 1974, la Junta militar que entonces gobernaba Grecia organizó un golpe de Estado en Chipre, que estaba destinado a materializar Enosis-Unión con Grecia a través de una toma armada de la isla. Esto llevó a la intervención militar de Turquía en el marco del Tratado de Garantía.
El dirigente turcochipriota, Rauf Denktash y el líder griego-chipriota Glafcos Clerides llegaron a un acuerdo en Viena el 2 de agosto de 1975 para el "intercambio de poblaciones", bajo los auspicios de la Naciones Unidas y este acuerdo se llevó a cabo por la mediación de la fuerza de paz de la ONU. Las dos partes alcanzaron el primer acuerdo de alto nivel después de una reunión entre Denktas Makarios y (.) el 12 de febrero de 1977. El artículo cuarto de este acuerdo prevé la creación de una república federal bicomunal en la isla.
Sin embargo, en el norte de la isla, los turcochipriotas establecieron de facto el 15 de noviembre de 1983, la República Turca del Norte de Chipre, que es reconocida solo por Turquía. Turquía se refiere al gobierno de la República de Chipre como la "Administración griega de Chipre" y a sus presidentes como  "los líderes chipriotas griegos."
Un plan general de paz negociado con el pleno apoyo de la comunidad internacional fue sometido a referendos simultáneos pero separados en el norte y el sur de Chipre el 24 de abril de 2004. Mientras que los turcochipriotas votaron a favor del Plan Annan por 67 % de sus votos, los chipriotas griegos rechazaron la solución con un "No" de 76 %. La República de Chipre, representando a los chipriotas griegos, se incorporó a la UE el 1 de mayo de 2004. Esto a su vez ha dado lugar a una tensión suplementaria en las aspiraciones propias de Turquía a la adhesión a la UE, con la República de Chipre, el bloqueo de ocho capítulos, debido a la negativa de Turquía a abrir sus puertos a la flota mercante griego chipriota. Turquía mantiene la posición de que sus puertos sólo se abrirán cuando la UE cumpla su promesa de acabar con el aislamiento económico de los turcochipriotas.
El conflicto ha tenido ramificaciones más amplias en las relaciones UE-OTAN, con Turquía —miembro de la OTAN— el bloqueo de Chipre de participar en reuniones de la UE y la OTAN, y reducir el alcance de las conversaciones sólo a aquellas operaciones en las que la UE y la OTAN están actuando juntos.
Turquía anunció su apoyo al Plan Annan de 2004. El plan fue aceptado por los turco-chipriotas (pero no por 2 / 3, aunque solo la mayoría simple era necesaria), pero mayoritariamente (03.04), rechazado por el griego-chipriotas. Turquía sigue reconociendo la RTNC a pesar del gobierno chipriota en el sur, y hasta ahora, la Embajada de Turquía en (norte) Nicosia es la única misión diplomática oficial en la RTNC. La cuestión del reconocimiento se convirtió en una espina en la candidatura de Turquía para la adhesión a la Unión, en particular después del reconocimiento internacional de la adhesión de la parte sur (griega) de la isla de Chipre a la Unión Europea en 2004.
Actuando de conformidad con su declaración durante la cumbre de la UE en Bruselas, de 17 de diciembre de 2004, Turquía firmó el protocolo adicional al Acuerdo de Ankara el 29 de julio de 2005, antes de comenzar las negociaciones de adhesión con la UE. El protocolo, que amplía el Acuerdo de Ankara de 1963 a todos los miembros de la Unión Europea (entre ellos Chipre), fue firmado por el intercambio de correspondencia entre Turquía, la presidencia de la UE plazo y la Comisión de la UE. Al mismo tiempo, Turquía emitió una declaración en el sentido de que la firma, aprobación y aplicación del protocolo no constituye en modo alguno el reconocimiento del gobierno de la República de Chipre (a la que Turquía llama Administración chipriota griega).
En su manual de 2007 anuales, el Gobierno turco expresa que "como resultado de las políticas aplicadas por el miembro de la UE, ACG [Chipre], las relaciones de Turquía con la UE sufren una serie de problemas, a pesar del progreso a lo largo de su curso natural"

### Grecia
Las controversias del Egeo constituyen una de las principales razones de la evolución fluctuante de las relaciones turco-griegas. Hay una serie de problemas interconectados entre Turquía y Grecia, todos procedentes del Mar Egeo. La extensión de las aguas territoriales, la demarcación de la plataforma continental, la determinación de zonas de búsqueda y salvamento marítimos, los conflictos del espacio aéreo, la militarización de las islas del este del mar Egeo en violación de acuerdos internacionales, la situación de ciertos islotes del Egeo que Turquía alega, no fueron cedidos a Grecia por los acuerdos internacionales y la ausencia de un acuerdo que defina las fronteras marítimas con Grecia en el Egeo son las diferencias principales entre los dos países. Estos conflictos siguen sin resolverse, principalmente debido a la falta de entendimiento común entre las dos partes respecto a la "existencia " y "métodos de solución " de los problemas. Rechazar la existencia de otros conflictos, muestra que Grecia considera que la diferencia en el Mar Egeo es únicamente la cuestión de la plataforma continental y afirma que sólo puede ser resuelta por la jurisprudencia.
Desde agosto de 1999, Turquía y Grecia han llevado a cabo una serie de "Medidas de Fomento de la Confianza" para mejorar las relaciones entre ambos.

### Balcanes
Turquía mantiene estrechos lazos históricos, culturales, económicos y políticos con los diferentes estados de los Balcanes; estados, que son importantes para Turquía, ya que son la puerta de entrada del país a la Europa continental. Turquía concede gran importancia a la creación de una atmósfera de entendimiento mutuo y convivencia pacífica a través de vínculos más estrechos con los países de los Balcanes, lo que llevaría a la preservación de la paz y la estabilidad en la región. Turquía ha participado en operaciones de la OTAN y las misiones de mantenimiento de la paz, contribuyendo a la KFOR y Naciones Unidas Misión de Policía en Kosovo (UNMIK), así como de la UE, llevó a la policía misión "Próxima" en Macedonia del Norte. Turquía también está contribuyendo a la EUFOR-Althea. Para los esfuerzos de reconstrucción, Turquía es parte del lanzamiento del Proceso de Cooperación del Sureste Europeo (SEECP), y la Fuerza Multinacional de Paz del Sudeste de Europa (MPFSEE) / Brigada sureste de Europa (BRIGSEE). Turquía también juega un papel en iniciativas económicas regionales, así como en el Pacto de Estabilidad para Europa Sudoriental iniciado por la UE y la Iniciativa de Cooperación de Europa Sudoriental (SECI).

### Rusia

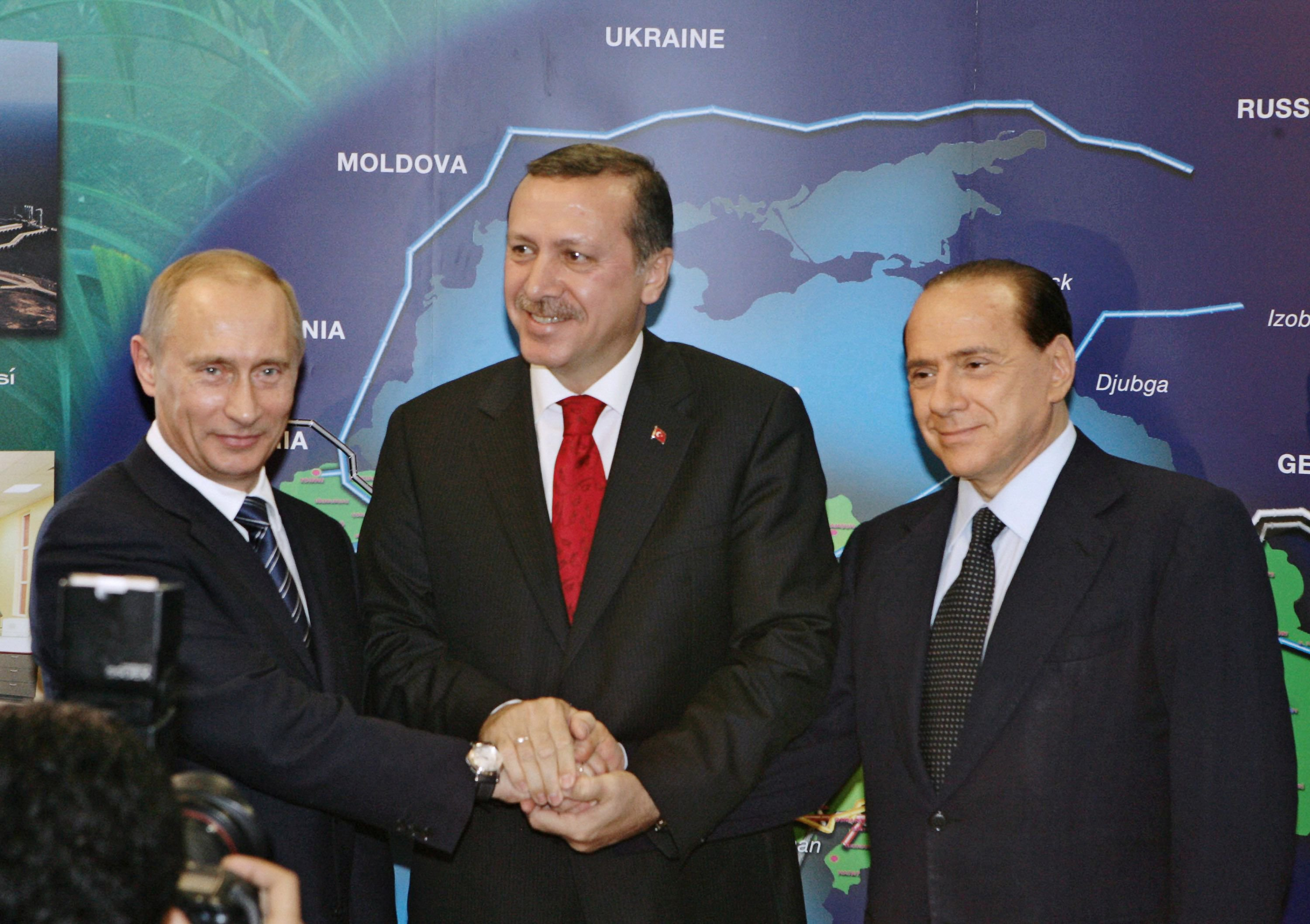
Vladímir Putin, Recep Tayyip Erdoğan y Silvio Berlusconi en Turquía en noviembre de 2005.

Inmediatamente después de la Disolución de la Unión Soviética, las relaciones entre Rusia y Turquía mejoraron, a pesar de los desacuerdos respecto de las fronteras en el Cáucaso y de la permanencia del apoyo de los demás adversarios históricos. Rusia es un tanto escéptica de la admisión de Turquía en la Unión Europea y del Reconocimiento del genocidio armenio del que tiene el potencial de dañar sus relaciones con Turquía, pero ambos países son los principales socios estratégicos en la región Transcaucasia.
El primer ministro turco Erdogan viajó a Sochi, Rusia, el 16 de mayo de 2009 para una "visita de trabajo" con el primer ministro ruso Vladímir Putin en la que declaró: "Turquía y Rusia tienen responsabilidades en la región. Tenemos que dar pasos para la paz y el bienestar de la región. Esto incluye el problema de Nagorno-Karabaj, el conflicto de Oriente Medio, el problema de Chipre ". Putin respondió que," Rusia y Turquía, buscan resolver este tipo de problemas y facilitar esto en todos los sentidos, "pero," en cuanto a los problemas difíciles de el pasado —y el problema de Karabaj es uno de los temas— un compromiso debe ser encontrado por los participantes en el conflicto. Otros estados que ayudan a llegar a un compromiso en este aspecto pueden jugar un papel de mediadores y garantes para aplicar los acuerdos firmados. "Si bien en el tema de la seguridad energética Erdogan declaró que," El acuerdo sobre los suministros de gas a través de la llamada ruta occidental, firmado en 1986, se terminará en 2012. Hemos acordado hoy para comenzar a trabajar inmediatamente para prolongar este acuerdo. ” Putin prepara una visita recíproca a Turquía en junio.

## Estados Unidos
La amistad entre Turquía y Estados Unidos se remonta a finales del siglo XIX, cuando Turquía era parte del Imperio Otomano, y fue sellado oficialmente por un tratado en 1830. La estrecha relación entre la moderna República de Turquía y los Estados Unidos comenzó con la Segunda Conferencia de El Cairo el 4-6 de diciembre de 1943, y el acuerdo de 12 de julio de 1947 que implementó la Doctrina Truman. Como parte del esfuerzo cooperativo para mejorar aún más la autosuficiencia económica y militar turca, los Estados Unidos han cedido y concedido a Turquía más de $ 12.5 mil millones en ayuda económica y más de $ 14 mil millones en ayuda militar.
Turquía participó con los Estados Unidos durante la Guerra de Corea de la década de 1950, el apoyo militar activo a las fuerzas de EE. UU. Durante la Guerra del Golfo de 1990, las Fuerzas Armadas de Turquía han contribuido a las fuerzas de la coalición, y Turquía apoyó las iniciativas de los EE. UU. en la región. En Turquía se encuentra la Base aérea de Incirlik, una base de operaciones principal de la Fuerza Aérea de los Estados Unidos, desde 1954. A raíz de su adhesión en 1952, Turquía se convirtió en el baluarte de la OTAN en el flanco sureste, que compartía fronteras con los integrantes del Pacto de Varsovia y corría el riesgo de guerra nuclear en su territorio durante la Crisis de los misiles de Cuba.

## Israel
A finales de mayo de 2010 Turquía e Israel rompieron relaciones diplomáticas a raíz del ataque a la llamada "Flotilla de la Libertad" cuando el navío Mavi Marmara intentaba romper el bloqueo a Gaza, fue asaltado por un convoy israelí que causó 10 muertos turcos, volutarios de la OnG Fundación de Ayuda Humanitaria con sede central en Estambul. En 2013 el primer ministro israelí Benjamin Netanyahu, se disculpó por el ataque y se comprometió a pagar 20 millones de dólares a Turquía como indemnización para compensar a las familias de las víctimas mortales. En septiembre de 2016 el gobierno turco confirmó que el dinero había sido transferido a una cuenta bancaria del Ministerio de Justicia turco.
El 13 de octubre de 2016 los gobiernos de Turquía e Israel anunciaron la normalización de las relaciones diplomáticas. Como reflejo de la reconciliación el ministro israelí de Energía israelí Yuval Steinitz anunció la construcción de un gasoducto juntos para llevar gas natural a Europa de los yacimientos israelíes descubiertos en el mediterráneo.

## Hispanoamérica y Brasil
Las relaciones entre Turquía y Latinoamérica datan del siglo XIX. A partir de 1860 hasta la Primera Guerra Mundial, varias olas de inmigración provenientes del Imperio otomano incluían población mayoritariamente árabe (Sirios y Libaneses principalmente) y eran denominados coloquialmente "turcos" al llevar documentos de viaje otomanos.
En 1858 se firma el Tratado de Amistad y Comercio (Tratado de Amizade e Comércio) entre el Imperio del Brasil y el Imperio Otomano. Los vínculos con la moderna república se remontan a 1926 cuando Chile se convirtió en el primer país latinoamericano en reconocer oficialmente a la República de Turquía. Las autoridades turcas abren su primera embajada de América Latina en Santiago de Chile en 1930.
En Ankara se encuentra la "Plaza de Chile" (Şili Meydanı), donde se erigió un busto en memoria de Bernardo O'Higgins. En Santiago también existe un colegio dedicado a Atatürk, el fundador y primer Presidente de la República turca, cuya efigie en bronce adorna el Parque de Vitacura.
Las relaciones con la región permanecieron estancadas hasta la década de 1990 con la visita del presidente Süleyman Demirel a Argentina, Brasil y Chile en abril de 1995, lo que fue considerado como la primera visita de un jefe de Estado en la historia del país.
Actualmente, Turquía cuenta con misiones permanentes en Argentina, Brasil, Chile, Colombia, Cuba, Ecuador, México, Perú, República Dominicana y Venezuela además de un consulado general en São Paulo.
En el plano Económico, Turquía ha suscrito acuerdos de cooperación económica y comercial con Argentina, Brasil, Ecuador, Guatemala, Guyana, Jamaica, Colombia, Cuba, México, Paraguay, Perú, Chile y Uruguay. 
El mayor volumen comercial en 2011 fue con Brasil (2,7 billones de USD). México, Colombia, Argentina y Chile siguen con 756, 695, 667 y 569 millones de USD, respectivamente.